# 細胞記憶
細胞記憶，亦作身體記憶（Body memory）是一個沒有經過科學證實的假說，並被一些主流學者視為偽科學，該學說認為人體本身或身體上的所有細胞均有儲存記憶或個性特質的能力，而不是主流學說所認為的只存在於大腦。這個假說可用來解釋某些腦部並未有用來儲存某種記憶的特定條件，而透過釋放記憶的方式來重新恢復，例如：幻肢痛，又或器官移殖後的殘存記憶。這個假說亦被認為可以用來解釋智能的起源，以及一些透過身體感知而重新喚醒被抑壓的亂倫或性虐待的回憶的現象。這個假說之所以被認為是偽科學，是因為現時並未有確切證據去指明大腦以外的其他身體組織有儲存記憶的能力。

## 歷史
有關以大腦以外的器官作記憶的假說，可以追遡至19世紀法国作家莫里斯·雷纳德的恐怖科幻小說《奧拉克之手》，講述一位鋼琴家因為意外而失去雙手，後來獲得移殖另一對手，卻不知道這對手是來自一位謀殺犯的。這小說隨後多次被改編成為電影。

## 懷疑論
1993年，一位心理學家蘇珊·史密斯（Susan E. Smith）在一篇第一次在假记忆体综合征的學術會議上發表的論文，把「細胞記憶」跟「倖存者心理學」兩者相關連起來，指出：
body memories are thought to literally be emotional, kinesthetic, or chemical recordings stored at the cellular level and retrievable by returning to or recreating the chemical, emotional, or kinesthetic conditions under which the memory recordings are filed.  She wrote in the abstract of the paper that "one of the most commonly used theories to support the ideology of repressed memories or incest and sexual abuse amnesia is body memories." 
|  | 身體的記憶從字面上被認為是在細胞層面上的情緒、動覺、或化學紀錄存儲，並能透過重現該記憶存儲時的化學、情緒與動覺條件提取。她在論文的提要寫到：「其中一個最常用來支持『記憶壓抑』與『亂倫與性虐待記憶喪失』意識的理論就是身體記憶。」 |

史密斯繼續表明自己的立場接著說：
The belief in these pseudoscientific concepts appears to be related to scientific illiteracy, gullibility, and a lack of critical thinking skills and reasoning abilities in both the mental health community and in society at large.
|  | 這些偽科學概念的信念貌似與精神健康業界和社會整體的科學文盲、愚蠢、以及缺乏批判思考技巧與推理能力有關。 |

## 流行文化
- 以細胞記憶為題材的電視劇或動漫作品：
  - 日本北條司的《天使心》
  - 韓國電視劇《夏日香氣》
  - 香港電視劇《好心作怪》
  - 韓國電視劇《甜蜜的心跳》
  - 韓國電視劇《我人生的春天》
  - 韓國電視劇《為純情著迷》
  - 台灣電視劇《聽見幸福》
  - 台灣電視劇《噗通噗通我愛你》
  - 韓國電視劇《Cross》
  - 日本電腦遊戲《白衣性愛情依存症》